# Lake Stevens (Stadt)
Lake Stevens ist eine Stadt im Snohomish County im US-Bundesstaat Washington. Sie liegt in der Nähe von Seattle. Bei der Volkszählung im Jahr 2020 hatte Lake Stevens eine Bevölkerung von 35.630. Lake Stevens hat weitgehend Vorstadtcharakter und funktioniert als gemischtes Geschäfts- und Wohngebiet am Lake Stevens.

## Geschichte
Der See Lake Stevens wurde 1859 nach dem Territorialgouverneur Isaac Stevens benannt und war ursprünglich die Heimat der Skykomish im Becken des Pilchuck River. Die erste moderne Siedlung am Lake Stevens wurde 1889 an der nordöstlichen Ecke des Sees gegründet. Sie wurde später an die Gebrüder Rucker verkauft, die 1907 ein Sägewerk eröffneten, das das frühe Wachstum in der Gegend ankurbelte, aber 1925 nach dem zweiten von zwei Großbränden geschlossen wurde. Das Gebiet um Lake Stevens wurde dann zu einer Feriensiedlung, bevor es sich in den 1960er und 1970er Jahren zu einer Pendlerstadt entwickelte.
Lake Stevens wurde 1960 als Stadt gegründet, nachdem die Geschäfte aus dem Stadtzentrum in ein neues Einkaufszentrum abgewandert waren. Die Stadt ist seither durch Eingemeindungen gewachsen und umfasst nun den größten Teil des Sees, einschließlich des ursprünglichen Einkaufszentrums, und die Einwohnerzahl hat sich von 2000 bis 2010 vervierfacht. Für die 2020er Jahre ist neben neuen städtischen Gebäuden auch eine Wiederbelebung des Stadtzentrums geplant.

## Demografie
Nach der Schätzung von 2019 leben in Lake Stevens 34.001 Menschen. Die Bevölkerung teilte sich im selben Jahr auf in 84,9 % Weiße, 2,1 % Afroamerikaner, 1,1 % amerikanische Ureinwohner, 3,9 % Asiaten, 0,1 % Ozeanier und 6,6 % mit zwei oder mehr Ethnizitäten. Hispanics oder Latinos aller Ethnien machten 11,9 % der Bevölkerung von Lake Stevens aus. Das mittlere Haushaltseinkommen lag bei 93.381 US-Dollar und die Armutsquote bei 6,8 %.
| Jahr | Einwohner¹ |
| ---- | ---------- |
| 1950 | 2586       |
| 1960 | 1538       |
| 1970 | 1283       |
| 1980 | 1660       |
| 1990 | 3380       |
| 2000 | 6361       |
| 2010 | 28.069     |
| 2020 | 35.630     |

¹ 1950 – 2020: Volkszählungsergebnisse

## Kultur
Das jährliche Sommerfest der Stadt, das Aquafest, findet im North Cove Park im Stadtzentrum von Lake Stevens an einem dreitägigen Wochenende Ende Juli statt. Es wurde 1960 gegründet und umfasst eine Bootsparade, Fahrgeschäfte, eine Autoshow und einen Zirkus. Das Festival 2018 wurde von 30.000 Menschen besucht. Ein jährlicher Ironman 70.3 Triathlon wurde dem Aquafest in den 2000er Jahren hinzugefügt und bietet einen 70,3-Meilen (113,1 km) Kurs mit Schwimmen, Radfahren und Laufsegmenten. Der Triathlon dient auch als Qualifikation für den Ironman Hawaii.